# Aka Høegh
Pour les articles homonymes, voir Høegh.
Nukardleq Najâraq Eva Høegh, dite Aka Høegh, née le 16 décembre 1947 à Qullissat, est une peintre et sculptrice groenlandaise. Au cours des années 1970, elle est souvent décrite comme l'une des principales artistes illustrant l'identité groenlandaise. En septembre 2013, elle est récompensée par l'ordre du Nersornaat (en),.

## Biographie
Aka Høegh est née le 16 décembre 1947 à Qullissat, un ancien établissement de mineurs situé sur l'île de Disko, à l'ouest du Groenland. Elle grandit cependant à Qaqortoq, dans le sud du pays, avec ses huit sœurs. Durant sa jeunesse, elle développe un intérêt pour l'art. Sa mère, originaire de Kangaamiut, était artiste ; le père décide alors de construire un atelier pour sa fille.
Aka avait déjà des contacts avec des artistes groenlandais. C'est Jens Rosing (en) qui l'encourage alors de se lancer dans le dessin ; Hans Lynge (en) et le Danois Bodil Kaalund l'accompagnent dans sa découverte de l'art. En dehors de ses études à l'Académie royale des beaux-arts de Copenhague, Høegh est une autodidacte. Elle travaille avec le sculpteur Robert Jacobsen, puis enseigne à l'École d'art de Nuuk.
Aka Høegh a réalisé ses premières œuvres en utilisant le procédé de la pointe-sèche, mais s'adonne ensuite à plusieurs techniques artistiques.

## Principales œuvres
En tant que peintre, artiste graphique et sculptrice, elle se consacre à l'expressionnisme nationaliste en créant des œuvres qui reflètent la nature, les légendes, les mythes et les traditions locales.
Aka Høegh est principalement connue pour avoir dirigé le projet La Pierre et les Hommes, qui a débuté entre 1993 et 1994. Il comprend une cinquantaine de statues représentant des visages humains installées aux alentours de Qaqortoq. Le projet n'est pas encore terminé, et des pièces y sont régulièrement ajoutées. Au total, 18 artistes suédois, finlandais, norvégiens et féroïens ont pris part au projet.
Certaines œuvres d'art d'Aka Høegh sont visibles dans plusieurs endroits publics au Groenland. Le bas-relief présent sur le terrain de l'université populaire de Qaqortoq ainsi que la décoration de la cheminée de la centrale électrique de la ville font partie de ses œuvres. Ana Høegh a également décoré plusieurs églises. Elle a entre autres décoré et installé la croix et les fonts baptismaux de l'église de Maniitsoq, ainsi que l'autel, les fonts baptismaux et les combles de l'église d'Ammassalik. Elle a également créé la frise des collatéraux de l'église jacobite de Roskilde, au Danemark.
Membre du groupe « Art for Life » (l'Art pour la Vie), Høegh coopère avec onze autres artistes dans le but de créer la plus grande peinture du monde en Espagne. L'œuvre devrait avoir une taille de 24,644 m2.
Aka Høegh a également illustré des timbres et des livres.

## Expositions
Høegh a tenu plusieurs expositions au Groenland, au Danemark, aux Îles Féroé, en Islande, en Alaska, en Finlande, en Suède, en Lettonie et en Norvège, ainsi que des expositions collectives en Europe. Elle a également représenté le Groenland lors de « Scandinavia Today » aux États-Unis, au Mexique et en Lituanie.

## Vie personnelle
Høegh est mariée depuis 1976 avec le photographe et cinéaste Ivars Silis

, avec qui elle a deux enfants : Inuk Silis Høegh (en) (né en 1972) et Bolatta Silis Høegh (née en 1981). Les deux enfants sont aujourd'hui artistes.

## Récompenses
- Dansk Grønlandsk Kulturfond 1975
- Prix Jens Rosings 1976
- Nordisk Kulturfond 1977
- Grønlands Hjemmestyres Kulturpris 1989
- Anne Marie Telmányis Legat 1992 et 1995
- Ordre du Nersornaat (en) en 2013.